# A SIDE SPLIT Vol.3 〜snow field〜
『A SIDE SPLIT Vol.3 〜snow field〜』（ア・サイド・スプリット・ヴォリューム・スリー・スノー・フィールド）は、シュノーケル・BOO BEE BENZ・People In The Box・ANATAKIKOUのスプリット・シングル。2008年11月5日にJUNK MUSEUMより発売された。

## 解説
SME RecordsとJUNK MUSEUM（avex）の2社による共同企画商品シリーズ「A SIDE SPLIT」シリーズの第3弾。第4弾にあたる『A SIDE SPLIT Vol.4 〜sunrise field〜』と同時発売。前作『A SIDE SPLIT Vol.2 〜water field〜』と参加アーティストは同一だが、レーベルが前作がメジャーレーベルのSME Recordsからであったのに対し、本作は第1弾や第4弾と同じインディーズレーベルのJUNK MUSEUMからのリリースとなっている。11月30日には本作のリリースを記念したライブが開催された。
タワーレコードでの購入特典としてオリジナルポストカードが用意された。
2010年3月に一度活動休止したシュノーケルが休止前にリリースした最後のシングル作品となる。

## 収録曲目
| #         | タイトル                                    | 作詞・作曲                                       | 編曲                    | 時間  |
| --------- | ------------------------------------------- | ------------------------------------------------ | ----------------------- | ----- |
| 1.        | 「シンプルプラン」(シュノーケル)            | 西村晋弥                                         | シュノーケル 上田ケンジ | 3:10  |
| 2.        | 「見えない警察のための」(People In The Box) | - 波多野裕文（作詞） - People In The Box（作曲） | People In The Box       | 4:54  |
| 3.        | 「シーン」(BOO BEE BENZ)                    | - 竹内雄彦 （作詞） - BOO BEE BENZ（作曲）       | BOO BEE BENZ            | 4:27  |
| 4.        | 「はにかんで」(ANATAKIKOU)                  | 松浦正樹                                         | ANATAKIKOU              | 3:11  |
| 合計時間: | 合計時間:                                   | 合計時間:                                        | 合計時間:               | 15:42 |

## 曲の解説
1. シンプルプラン / シュノーケル
ハードロック調の楽曲。翌年にリリースされたシュノーケルのベスト・アルバム『Best+』には未収録となり、現在もアルバム未収録となっている。
2. 見えない警察のための / People In The Box
変拍子の楽曲。People In The Boxの3rdシングル『Lost Tapes』にはリレコーディングした音源が収録されているが、本作に収録の音源はPeople In The Box関連の作品には未収録となっている。
3. シーン / BOO BEE BENZ
2009年1月7日に音楽配信が開始された。アルバム未収録曲。
4. はにかんで / ANATAKIKOU
アルバム未収録曲。

## ライブ映像作品
見えない警察のために
- Cut Two
- Cut Five